# Hauptstraße C40
Die Hauptstraße C40 (englisch Main Road C40) ist eine Hauptstraße in Namibia. Sie verläuft in Ost-West-Richtung als Verbindungsstraße von Outjo, wo sie von der Hauptstraße C38 abzweigt, über Otjikondo ins Damaraland nach Kamanjab und führt von dort weiter in westlicher Richtung nach Palmwag, wo sie in die Hauptstraße C43 einmündet. Sie ist lediglich zwischen Outjo und Kamanjab asphaltiert.

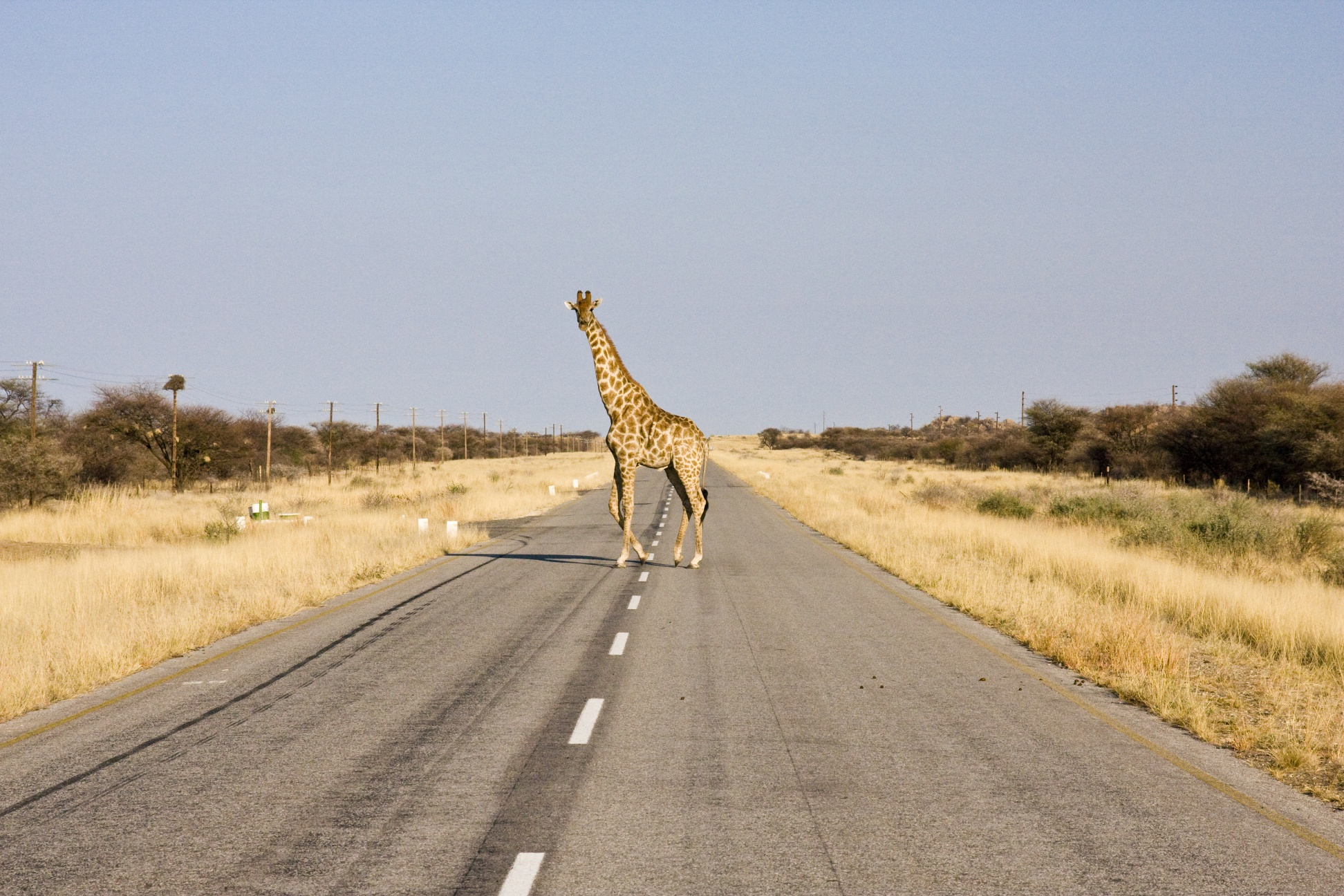
Die C40 zwischen Otjikondo und Outjo